# پتر مور (شیمیدان)
پتر مور (به انگلیسی: Peter Moore؛ زاده ۱۵ اکتبر ۱۹۳۹) یک دانشمند در زمینه شیمی اهل ایالات متحده آمریکا است.